# Markéta Váradiová
Markéta Váradiová (* 8. října 1978 Jablonec nad Nisou) je česká sochařka a malířka.

## Životopis
Studovala na Střední umělecko-průmyslové škole bižuterní v Jablonci nad Nisou (1988–1992). Poté v letech 1992–1997 pokračovala ve studiu v Institutu výtvarné kultury UJEP v Ústí nad Labem, v ateliéru skla. V roce 1997 studovala na Vilniaus dailés akademija ve Vilniusu. V letech 2003–2005 studovala magisterské studium na Fakultě umění a designu UJEP v Ústí nad Labem v ateliéru přírodních materiálů. V letech 2002 a 2004 získala stipendium od Ministerstva kultury ČR na pobyt Egon Schiele Art Centru v Českém Krumlově. V letech 2006–2010 studovala výtvarné umění na Vysoké škole výtvarných umění v Bratislavě.
Pracuje jako pedagožka na Fakultě umění a designu Univerzty J. E. Purkyně v Ústí nad Labem. Žije v Želenicích.

## Tvorba
Její tvůrčí záběr je velmi široký – vytváří umělecké instalace a objekty, fotografie, malby. Uplatňuje znalosti z oblastí biologie, fyziky či geometrie. Inspirují ji zejména fyzikální vlastnosti materiálů a přírodní procesy. Hlavním tématem její tvůrčí práce je světlo a hloubka prostoru. Pokládá se za minimalistku. Pracuje s velmi širokou škálou materiálů, technik a médií v konceptuálním a site-specific kontextu.

## Knihy
- Tři pohádky o kočkách (2009)
- Pohádka o křídlech (2017)

Katalog k výstavě
- Magnetické pole (2008), s Michalem Slejškou
- 2009: Vesmírná odysea (2009), s Michalem Slejškou
- Relativní hranice Materia – relativní hranice Spirit (2018), s Ladou Semeckou a Ivou Kolorenčovou

## Ocenění
- 1997 – Cena Miroslava Proška
- 2004 – Cena rektora Univerzity Jana Evangelisty Purkyně za uměleckou činnost
- 2006 – Cena rektora Univerzity Jana Evangelisty Purkyně za uměleckou činnost
- 2006 – Trieste Contemporanea 2006 Best Project
- 2007 – Cena rektorky Univerzity Jana Evangelisty Purkyně za uměleckou činnost
- 2008 – Ocenění národního kola Henkel CEE Art.Award 2008

## Výstavy

### Samostatné výstavy
- 1996 – Obskurní záležitost, Výstavní síň IVK, Ústí nad Labem
- 1997 – Máme málo společného, Regionální muzeum, Teplice (s Ivanou Winterovou)
- 1997 – Cena Miroslava Proška, Galerie Emila Filly, Ústí nad Labem
- 1997 – Jiná krajka, Chrám apoštola Pavla, Ústí nad Labem (s Ivanou Winterovou)
- 2000 – Subjektivní objekty, Galerie pod věží, Bílina
- 2001 – + - , Lounská výstavní síň Telecom, Louny
- 2002 – Třetí element, Galerie Jídelna, OVM Česká Lípa
- 2002 – Květy vody , Galerie Erasmus, Mělník
- 2003 – Otisky, Galerie Luka, Praha
- 2004 – Obraz vody, Galerie mladých, Brno
- 2004 – Známá místa, Galerie Emila Filly, Muzeum Ústí nad Labem
- 2006 – Loca lucis, Galerie Špejchar, Chomutov (s Evou Výbornou)
- 2007 – Sochy do barokní niky, Městská knihovna, Klatovy (s Václavem Fialou)
- 2007 – Infiltrace, Dům umění, Opava
- 2008 – Magnetické pole, Výstavní síň designu FUD UJEP, Dubí (s Michalem Slejškou)[4]
- 2009 – Poznámky z cest a další příběhy, Zámecká galerie, Kladno (s Michalem Slejškou)
- 2009 – 2009: Vesmírná odysea I., Galerie VMG, Česká Bříza (s Michalem Slejškou)[5]
- 2009 – 155,1, Galerie T, Univerzita Hradec Králové (s Michalem Slejškou)
- 2009 – 2009: Vesmírná odysea II., Galerie Sam83, Česká Bříza (s Michalem Slejškou)[6]
- 2010 – 2009: Vesmírná odysea III., Ústav Makromolekulární chemie, Praha (s Michalem Slejškou)[7]
- 2011 – Hlubina, Malá galerie vědeckého obrazu matematicko-fyzikální fakulty UK, Praha (s Michalem Slejškou)[8]
- 2012 – 52 důvodů k radosti, Regionální muzeum a galerie Jičín (s Michalem Slejškou)[9]
- 2012 – 52 na celý rok, zámek Šluknov (s Michalem Slejškou)[10]
- 2020 – Shape of Communication, Sklářské muzeum, Kamenický Šenov (s Hardym Raubem)[11]
- 2022 – Sonáta pro tři smysly, Dům Gustava Mahlera, Jihlava (s Ivou Kolorenčovou)[12]
- 2023 – Denní snění, Galerie Středočeského kraje[3]

### Kolektivní výstavy
- 2022 – Geometrické příhody, SmetanaQ Gallery, Praha